# Simon Kessler
Simon Kessler  (né le 14 mars 1975 à Johannesburg) est un coureur cycliste sud-africain, professionnel de 2001 à 2003.

## Palmarès
- 1993
  - Champion d’Ile de France route, CLM et poursuite individuelle
- 1998
  -  Champion d'Afrique du Sud sur route
  - 2e du championnat d'Afrique du Sud du contre-la-montre
- 1999
  - 2e du championnat d'Afrique du Sud du contre-la-montre
- 2000
  -  Champion d'Afrique du Sud sur route
  - 3e du championnat d'Afrique du Sud du contre-la-montre
- 2001
  -  Champion d'Afrique du contre-la-montre
  - 2e du championnat d'Afrique du Sud sur route
- 2003
  - 2e étape du Tour du Cap